# Segundo Gabinete Merkel
Sucede al Primer Gabinete Merkel, después de las elecciones federales de 27 de septiembre de 2009, y fue sucedido por el Tercer Gabinete Merkel. 

## Votación de investidura en elBundestag
|  | 52.0 % |

|  | 45.8 % |

|  | 0.6 % |

|  | 0.0 % |

|  | 1.6 % |

## Composición
| Partido político                                                | Partido político     | Unión Demócrata Cristiana de Alemania |         |
| Partido político                                                | Partido político     | Unión Social Cristiana de Baviera     |         |
| Partido político                                                | Partido político     | Partido Democrático Libre             |         |
| Cargo                                                           | Titular              | Titular                               | Titular |
| Canciller federal                                               |                      | Angela Merkel                         |         |
| Vicecanciller federal                                           |                      | Guido Westerwelle                     |         |
| Vicecanciller federal                                           | Philipp Rösler       |                                       |         |
| Asuntos Exteriores                                              |                      | Guido Westerwelle                     |         |
| Alimentación, Agricultura y Protección al Consumidor            |                      | Ilse Aigner                           |         |
| Alimentación, Agricultura y Protección al Consumidor            | Hans-Peter Friedrich |                                       |         |
| Cooperación Económica y Desarrollo                              |                      | Dirk Niebel                           |         |
| Defensa                                                         |                      | Karl-Theodor zu Guttenberg            |         |
| Defensa                                                         | Thomas de Maizière   |                                       |         |
| Economía y Tecnología                                           |                      | Rainer Brüderle                       |         |
| Economía y Tecnología                                           | Philipp Rösler       |                                       |         |
| Educación e Investigación                                       |                      | Annette Schavan                       |         |
| Educación e Investigación                                       | Johanna Wanka        |                                       |         |
| Familia, Tercera Edad, Mujeres y Juventud                       |                      | Ursula von der Leyen                  |         |
| Familia, Tercera Edad, Mujeres y Juventud                       | Kristina Schröder    |                                       |         |
| Finanzas                                                        |                      | Wolfgang Schäuble                     |         |
| Interior                                                        |                      | Thomas de Maizière                    |         |
| Interior                                                        | Hans-Peter Friedrich |                                       |         |
| Justicia                                                        |                      | Sabine Leutheusser-Schnarrenberger    |         |
| Medio Ambiente, Protección de la Naturaleza y Seguridad Nuclear |                      | Norbert Röttgen                       |         |
| Medio Ambiente, Protección de la Naturaleza y Seguridad Nuclear | Peter Altmaier       |                                       |         |
| Salud                                                           |                      | Philipp Rösler                        |         |
| Salud                                                           | Daniel Bahr          |                                       |         |
| Trabajo y Asuntos Sociales                                      |                      | Franz Josef Jung                      |         |
| Trabajo y Asuntos Sociales                                      | Ursula von der Leyen |                                       |         |
| Transporte, Construcción y Desarrollo Urbano                    |                      | Peter Ramsauer                        |         |
| Asuntos Especiales y jefe de la Cancillería federal             |                      | Ronald Pofalla                        |         |

- Datos: Q632985
- Multimedia: Cabinet Merkel II / Q632985